# Alabama-affären

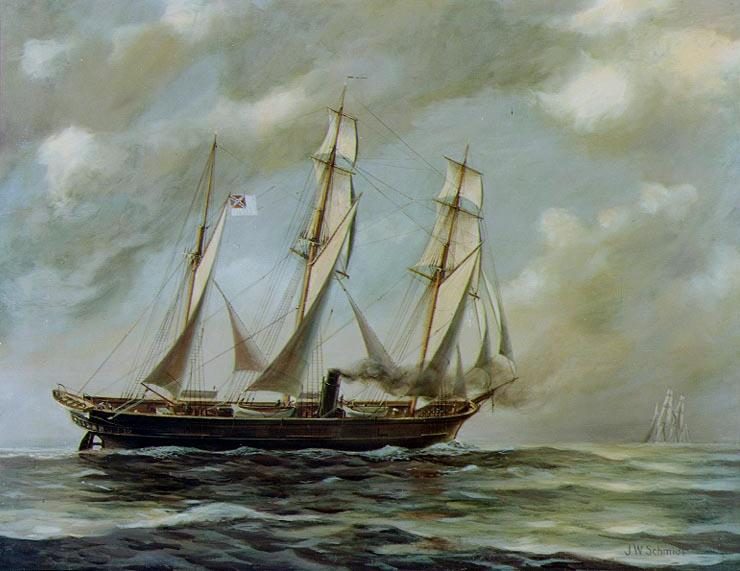
Målning av CSSAlabama.

Alabamafrågan var en diplomatisk konflikt mellan USA och Storbritannien 1862–1872. Omedelbart efter nordamerikanska inbördeskrigets utbrott började sydstaterna utrusta kaparfartyg, avsedda att försvåra nordstaternas sjöfart, och byggde i England, eftersom antalet tillgängliga fartyg var litet, ett stort antal kaparkryssare, av vilka den 1862 utrustade ”Alabama” blev den mest kända.

## Historik
Nordstaterna gjorde energiska framställningar i London och lyckades få till stånd ett förbud för kryssaren att lämna landet, men de engelska myndigheterna hade förhalat saken och förbudet kom två timmar för sent. Vid Azorerna ställdes fartyget under befäl av en sydstatsofficer, Raphael Semmes, som upprepade gånger besökte engelska hamnar under de två år som härjningstågen pågick och 70 nordstatsfartyg angreps. Slutligen sköts 1864 Alabama i sank utanför Cherbourg av ett av nordstaternas krigsfartyg.
Under tiden hade Washingtonregeringens sändebud C. F. Adams oavbrutet protesterat mot utrustandet av kapare och krigsfartyg i England, och dess regering gav 1863 vika inför hans öppet uttalade krigshot. Däremot bestred England fortfarande nordstaternas anspråk på ersättning för den skada, som de i engelska hamnar utrustade sydstatskaparna orsakat, och frågan fick vila till efter inbördeskrigets slut.
Det såg då ut som att den skulle lösas utan svårigheter, eftersom USA:s minister i London, R. Johnson, och den engelske utrikesministern, Lord Clarendon, enades om en överenskommelse, enligt vilken de nordamerikanska Alabamakraven skulle behandlas som enskilda ersättningsanspråk. På grund av misstämningen mot England i USA:s senat vägrade dock denna att gå med på överenskommelsen.. Men England gav vika för det amerikanska kravet, att Alabamafrågan skulle behandlas som en internationell fråga, och sände en delegation till Washington för att reglera alla olösta tvistefrågor inklusive Alabamafrågan.
Efter åtskilliga överläggningar nåddes nu enighet. Den engelska regeringen uttryckte sitt beklagande av de konfedererade krigsfartygens utlöpande från engelska hamnar och man enades om en traktat vari följande för sjökriget viktiga principer fastslogs:
En neutral regering är förbunden
- Att förhindra utrustandet, bevärandet eller bemannandet inom dess område av fartyg, avsedda för krigföring eller kaperi mot vänskapligt sinnad makt, och att förhindra ett sålunda utrustat fartyg att löpa ut från dess område.
- Att ej tillåta den ena krigförande makten att begagna dess farvatten och hamnar som operationsbas eller för förnyandet av sina proviant- eller vapenförråd, och
- Att tillse, att enskilda medborgare inte kränker dessa skyldigheter.

Samtidigt med att man för framtiden fastslog dessa principer, bjöd man in övriga sjömakter att anta dem. För egen del förklarade väl de engelska sändebuden, att England inte kunde anse dessa grundsatser bindande för den tid då sydstatskaparna utrustades. För att stärka det vänskapliga förhållandet mellan de två staterna medgav England dock, att de skulle läggas till grund för den skiljedom i Alabamafrågan, som man enades om.
Skiljedomstolen sammanträdde i Genève 1871 och dömde enhälligt England att till USA erlägga ett skadestånd på över 15 miljoner USD. Även de övriga tvistefrågorna avdömdes till förmån för USA.

## Eftermäle
Detta etablerade principen om internationell skiljedom, och startade en rörelse för att kodifiera folkrätten med förhoppningen om att finna fredliga lösningar på internationella konflikter. Skiljedomsförfarandet av Alabamakraven blev en föregångare till Haagkonventionen, Nationernas Förbund, Internationella domstolen i Haag, och FN. 